# Кулумбегов, Артур Ахсарович
Арту́р Ахса́рович Кулумбе́гов (род. 6 августа 1982, Орджоникидзе, Северо-Осетинская АССР, СССР) — российский футболист, полузащитник.

## Карьера
Воспитанник осетинского футбола. В пятом классе записался в футбольную школу, где его первым тренером был Игорь Осинькин. В 15-летнем возрасте перебрался в Москву, где тренировался с дублем «Локомотива» у Николая Худиева и Андрея Сёмина. В 2000 году подписал контракт с клубом «Сатурн-2». В 2001—2005 годах защищал цвета махачкалинского «Динамо». В 2005 году пополнил ряды клуба «Спартак-МЖК». В 2007 году перешёл в «Аланию». Сезон 2008 года начинал в иркутской «Звезде», но летом того же года перебрался в брянское «Динамо». В 2011 году подписал контракт со ставропольским «Динамо». 5 июня 2011 года в матче против «Энергии» (8:0) забил гол прямым ударом с углового. Летом 2012 года пополнил ряды лискинского «Локомотива». В 2013 году защищал цвета клуба «Биолог-Новокубанск».

## Достижения
- Победитель Второго дивизиона (2): 2003 (зона «Юг»), 2006 (зона «Центр»)
- Серебряный призёр Второго дивизиона (2): 2002 (зона «Юг»), 2009 (зона «Центр»)

## Личная жизнь
Брат — Марат, также занимался футболом, но на профессиональном уровне не играл.